# Біленький Самоїл Міхелевич
Самоїл Міхелевич Біленький (23 травня 1928, Жмеринка, Вінницький округ, Українська РСР — 5 листопада 2020) — радянський та російський вчений-фізик-теоретик, доктор фізико-математичних наук, професор, головний науковий співробітник ОІЯД.

## Біографія
Після закінчення 1952 року Московського інженерно-фізичного інституту почав працювати в підмосковному місті Дубна, в Гідротехнічній лабораторії, яка в 1956 році стала Об'єднаним інститутом ядерних досліджень. Із 1956 року працює в Лабораторії теоретичної фізики ОІЯД. Викладав у філії МДУ в Дубні. У 1966 році захистив докторську дисертацію на тему «Питання теорії реакцій на поляризованій протонній мішені».

## Наукова діяльність
Дослідження пов'язані з фізикою елементарних частинок. Вивчав поляризаційні ефекти при зіткненні частинок і нейтральні струми. У 1956 році вперше запропонував параметризацію диференціальних перерізів пружного розсіяння. Із 1970-го року, впродовж двадцяти трьох років він тісно співпрацював із радянсько-італійським професором Бруно Понтекорво — автором теорії нейтринних осциляцій. Б. М. Понтекорво запропонував ідею про існування нейтринних осциляцій в 1957 році й тоді ж написав першу роботу на цю тему. Роботи Понтекорво та Біленького зробили величезний вклад у розвиток теорії нейтринних осциляцій. Після смерті Б. М. Понтекорво в 1993 році Самоїл Міхелевич Біленький продовжив дослідження осциляцій нейтрино. У 1999 році він отримав премію Гумбольдта. У 2002 році був удостоєний премії ОІЯД імені Бруно Понтекорво.
С. М. Біленький займався дослідженнями й викладав у Канадському національному дослідницькому центрі фізики, університеті Валенсії, Туринському університеті та Мюнхенському технічному університеті.
У 1999 році в Турині пройшла конференція, присвячена нейтрино та приурочена до 70-річчя з дня народження Самоїла Біленького.